# Filipinsko-američki rat
Filipinsko-američki rat, koji se naziva i Filipino-američkim ratom, Filipinskim ratom, Filipinskom pobunom ili Tagaloškom pobunom (filipinski: Digmaang Pilipino-Amerikano; španski: Guerra Filipino-Estadounidense), bio je oružani sukob između Prve Filipinske Republike i Sjedinjenih Država koji je trajao od 4. februara 1899. do 2. jula 1902. Dok su filipinski nacionalisti na sukob gledali kao na nastavak borbe za nezavisnost koja je započeta 1896. godine Filipinskom revolucijom, Američka vlada je to smatrala pobunom. Sukob je nastao kada se Prva Filipinska Republika usprotivila uslovima Pariskog ugovora po kojem su SAD preuzele Filipine od Španije, okončavši kratki Špansko-američki rat.
Borba je izbila između snaga Sjedinjenih Država i Filipinske republike 4. februara 1899. godine, u onome što je postalo poznata kao Bitka za Manilu iz 1899. godine. Dana 2. juna 1899. godine Prva Filipinska Republika zvanično je objavila rat protiv Sjedinjenih Država. Rat je zvanično završen 2. jula 1902. pobedom Sjedinjenih Država. Međutim, neke filipinske grupe - predvođene veteranima Katipunana, filipinskog revolucionarnog društva - nastavile su da se bore protiv američkih snaga još nekoliko godina. Među tim vođama bio je i general Makario Sakaj, veteranski član Katipunana koji je preuzeo dužnost predsedavajućeg proglašene Tagalog republike, formirane 1902. godine nakon hvatanja predsednika Emilija Aguinalda. Ostale grupe, uključujući narode Moro i Pulahan, nastavile su sa neprijateljstvima u udaljenim predelima i ostrvima, sve do svog konačnog poraza u bici kod Bud Bagsaka, 15. juna 1913. godine.
Rat je rezultirao smrću najmanje 200.000 filipinskih civila, uglavnom zbog gladi i bolesti. Neke procene za ukupne civilne mrtve dostižu i milion. Rat, a posebno američka okupacija koja je usledela, promenili su kulturu ostrva, što je dovelo do ukidanja Katoličke crkve na Filipinima kao državne religije i uvođenja engleskog na ostrva kao primarnog jezika vlasti, obrazovanja, biznisa, industrije, i u narednim decenijama, među porodicama više klase i obrazovanim pojedincima.
Godine 1902. Kongres Sjedinjenih Država usvojio je Filipinski organski zakon, kojim je predviđeno stvaranje Filipinske skupštine, sa članovima koje biraju Filipinski muškarci (žene nisu imale glas sve do nakon plebiscita o izboru iz 1937).  Ovaj zakon je zamenjen Džonsovim zakonom iz 1916. godine (Zakon o autonomiji Filipina), koji je sadržao prvu formalnu i zvaničnu izjavu posvećenosti vlade Sjedinjenih Država da se na kraju odobri nezavisnost Filipinima. Tajdings-Makdafijev zakon iz 1934. (Zakon of filipinskoj nezavisnosti) stvorio je Filipinski komonvelt sledeće godine, povećavajući samoupravu pre nezavisnosti i uspostavio proces ka punoj filipinskoj nezavisnosti (prvobitno planiranoj za 1944. godinu, ali je to omeo i odložio Drugi svetski rat). Sjedinjene Države su dale nezavisnost 1946, posle Drugog svetskog rata i Japanske okupacije Filipina, Sporazumom iz Manile.

## Literatura
- Agoncillo, Teodoro A. (1990) [1960]. History of the Filipino People (Eighth изд.). Quezon City: Garotech Publishing. ISBN 978-9718711064.
- Agoncillo, Teodoro A. (1997). Malolos: The crisis of the republic. Philippine studies reprint series. Quezon City: University of the Philippines Press. ISBN 978-9715420969.
- Aguinaldo, Don Emilio (1899). True version of the Philippine revolution. Tarlac, Philippines: self-published.
- Anderson, Gerald R. (2009). Subic Bay from Magellan to Pinatubo: The History of the U.S. Naval Station, Subic Bay. Gerald Anderson. ISBN 978-1-4414-4452-3.
- Arnold, James R. (2011). The Moro War: How America Battled a Muslim Insurgency in the Philippine Jungle, 1902-1913. New York City: Bloomsbury Publishing. ISBN 978-1-60819-365-3.
- Battjes, Mark E. (2011). Protecting, Isolating, and Controlling Behavior: Population and Resource Control Measures in Counterinsurgency Campaigns (PDF). United States Army Combined Arms Center, Fort Leavenworth, Kansas: Combat Studies Institute Press. ISBN 978-0-9837226-6-3. Архивирано из оригинала (PDF) 15. 12. 2018. г. Приступљено 13. 10. 2019.
- Bayor, Ronald H. (2004). The Columbia Documentary History of Race and Ethnicity in America. Columbia University Press. ISBN 978-0-231-11994-8.
- Birtle, Andrew J. (1998). U.S. Army counterinsurgency and contingency operations doctrine 1860–1941. Washington, D.C.: United States Government Publishing Office. ISBN 978-0-16-061324-1.
- Blitz, Amy (2000). The Contested State: American Foreign Policy and Regime Change in the Philippines. Rowman & Littlefield. ISBN 978-0-8476-9935-3.
- Boot, Max (2014). The Savage Wars of Peace: Small Wars And The Rise Of American Power (Revised изд.). New York City: Basic Books. ISBN 978-0-465-03866-4.
- Brands, Henry William (1992). Bound to Empire: The United States and the Philippines. Oxford: Oxford University Press. ISBN 978-0-19-507104-7.
- Brody, David (2010). Visualizing American Empire: Orientalism and Imperialism in the Philippines. Chicago: University of Chicago Press. ISBN 978-0226075341.
- Brooks, Van Wyck (1920). Ordeal of Mark Twain. E.P. Dutton & Company.
- Burdeos, Ray L. (2008). Filipinos in the U.S. Navy & Coast Guard During the Vietnam War. AuthorHouse. ISBN 978-1-4343-6141-7.
- Chambers, John W.; Anderson, Fred (1999). The Oxford Companion to American Military History. Oxford: Oxford University Press. ISBN 978-0-19-507198-6.
- Chapman, William (1988). Inside the Philippine revolution. I.B.Tauris. ISBN 978-1-85043-114-5.
- Coker, Kathy R. (1989). The Signal Corps and the U.S. Army Regimental System. U.S. Army Signal Center.
- Coker, Kathy R.; Stokes, Carol E. (1991). A Concise History of the U.S. Army Signal Corps. U.S. Army Signal Center.
- Constantino, Renato (1975). The Philippines: A Past Revisited. Renato Constantino. ISBN 978-971-8958-00-1. (note: page number info in short footnotes citing this work may be incorrect—work is underway to correct this)
- Halstead, Murat (1898). The Story of the Philippines and Our New Possessions, Including the Ladrones, Hawaii, Cuba and Porto Rico. Chicago: Our Possessions Publishing Company.
- Deady, Timothy K. (2005). „Lessons from a Successful Counterinsurgency: The Philippines, 1899–1902” (PDF). Parameters. Carlisle, Pennsylvania: United States Army War College. 35 (1): 53—68. Архивирано из оригинала (PDF) 10. 12. 2016. г. Приступљено 10. 12. 2016.
- Dolan, Ronald E., ур. (1991). „United States Rule”. Philippines: A Country Study. Washington, D.C.: United States Library of Congress.
- Escalante, Rene R. (2007). The Bearer of Pax Americana: The Philippine Career of William H. Taft 1900–1903. Quezon City: New Day Publishers. ISBN 978-971-10-1166-6.
- Feuer, A. B. (2002). America at War: The Philippines, 1898–1913. Santa Barbara, California: Greenwood Publishing Group. ISBN 978-0-275-96821-2.
- Francisco, Luzviminda; Jenkins, Shirley; Taruc, Luis; Constantino, Renato;  . (1999).  Schirmer, Daniel B.; Shalom, Stephen Rosskamm, ур. The Philippines Reader: A History of Colonialism, Neocolonialism, Dictatorship, and Resistance. Brooklyn, New York: South End Press. ISBN 978-0896082755.
- Gates, John M. (1973). Schoolbooks and Krags: The United States Army in the Philippines, 1898–1902. Santa Barbara, California: Greenwood Publishing Group. ISBN 978-0-8371-5818-1.
- Gates, John M. (1983). War-Related Deaths in the Philippines, 1898–1902. Pacific Historical Review. 53.
- Gates, John M. (2002). The U.S. Army and Irregular Warfare (PDF). Wooster, Ohio: The College of Wooster.
- Giddings, Howard A. (1900). Exploits of the Signal Corps in the War With Spain. Hudson-Kimberly Publishing Co. стр. 15–16, 83.
- Golay, Frank Hindman (2004). Face of Empire: United States-Philippine Relations, 1898–1946. Quezon City: Ateneo de Manila University Press. ISBN 978-1881261179.
- Guevara, Sulpico, ур. (1972). The laws of the first Philippine Republic (the laws of Malolos) 1898–1899. Ann Arbor, Michigan: University of Michigan Library.
- Hack, Karl; Rettig, Tobias (2006). Colonial Armies in Southeast Asia (Routledge Studies in the Modern History of Asia). Abingdon-on-Thames, United Kingdom: Routledge. ISBN 978-0-415-33413-6.
- Halstead, Murat (1898). The Story of the Philippines and Our New Possessions, Including the Ladrones, Hawaii, Cuba and Porto Rico. Chicago: Our Possessions Publishing Company.
- Hamilton, Richard F. (2007). President McKinley and America's "New Empire". Transaction Publishers. ISBN 978-0-7658-0383-2.
- Ileto, Reynaldo Clemeña (1997). Pasyon and revolution: popular movements in the Philippines, 1840–1910. Quezon City: Ateneo de Manila University Press. ISBN 978-9715502320.
- Jaycox, Faith (2005). The Progressive Era: Eyewitness History (Eyewitness History Series). New York City: Infobase Publishing. ISBN 978-0-8160-5159-5.
- Joaquin, Nicomedes (1977). A Question of Heroes. ISBN 971-27-1545-0.
- Kalaw, Maximo Manguiat (1927). The development of Philippine politics (1872-1920). Manila: Oriental Commercial Company, Inc.
- Karnow, Stanley (1989). In Our Image: America's Empire in the Philippines. New York City: Random House. ISBN 978-030777543-6.
- Keenan, Jerry (2001). Encyclopedia of the Spanish–American & Philippine–American wars. Santa Barbara, California: ABC-CLIO. ISBN 978-1-57607-093-2.
- McLachlan, Grant (2012). Sparrow: A Chronicle of Defiance: The story of The Sparrows –Battle of Britain gunners who defended Timor as part of Sparrow Force during World War II. Klaut. ISBN 978-0-473-22623-7.
- Kumar, Amitava (1999). Poetics/Politics: Radical Aesthetics for the Classroom. Palgrave. ISBN 978-0-312-21866-9.
- Lacsamana, Leodivico Cruz (1990). Philippine History and Government (2nd изд.). Phoenix Publishing House, Inc. ISBN 971-06-1894-6.
- Linn, Brian McAllister (2000). The U.S. Army and counterinsurgency in the Philippine war, 1899–1902. Chapel Hill: University of North Carolina Press. ISBN 978-0807849484.
- Lone, Stewart (2007). Daily Lives of Civilians in Wartime Asia: From the Taiping Rebellion to the Vietnam War. Santa Barbara, California: Greenwood Publishing Group. ISBN 978-0313336843.
- May, Glenn Anthony (1991). Battle for Batangas: A Philippine Province at War. New Haven, Connecticut: Yale University Press. ISBN 978-0-300-04850-6.
- Meyer, Carlton (2019). The American Invasion of the Philippines. California: G2mil.
- Miller, Stuart Creighton (1982). Benevolent assimilation: the American conquest of the Philippines, 1899—1903. New Haven, Connecticut: Yale University Press. ISBN 978-0-300-03081-5.
- Minahan, James (2002). Encyclopedia of the Stateless Nations: L-R. Santa Barbara, California: Greenwood Publishing Group. ISBN 978-0-313-32111-5.
- Paine, Albert Bigelow (1912). Mark Twain: A Biography: The Personal and Literary Life of Samuel Langhorne Clemens. Harper & Brothers. Архивирано из оригинала 17. 11. 2013. г.
- Painter, Nell Irvin (1989). Standing at Armageddon: The United States, 1877–1919. W. W. Norton & Company. ISBN 978-0-393-30588-3.
- „Race-Making and Colonial Violence in the U.S. Empire: The Philippine–American War as Race War,”. Diplomatic History. 30 (2): 169—210. април 2006..
- Ramsey, Robert D. III (2007). Savage Wars of Peace: Case Studies of Pacification in the Philippines, 1900–1902 (PDF). United States Army Combined Arms Center, Fort Leavenworth, Kansas: Combat Studies Institute Press. ISBN 978-0-16-078950-2. Архивирано из оригинала (PDF) 16. 01. 2019. г. Приступљено 13. 10. 2019.
- Randolph, Carman Fitz (2009). „Chapter I, The Annexation of the Philippines”. The Law and Policy of Annexation. Charleston, South Carolina: BiblioBazaar, LLC. ISBN 978-1-103-32481-1.
- Schirmer, Daniel B. (1972). Republic or Empire: American Resistance to the Philippine War. Schenkman. ISBN 978-0-87073-105-1.
- Schurman, Jacob Gould; Dewey, George; Denby, Charles Harvey; Worcester, Dean Conant (1900). Report of the Philippine Commission to the President. Volume I. Washington, D.C.: United States Government Publishing Office.
- Sexton, William Thaddeus (1939). Soldiers in the Sun. Charleston, South Carolina: Nabu Press. ISBN 978-1179372662.
- Shaw, Angel Velasco (2002). Vestiges of War: The Philippine–American War and the Aftermath of an Imperial Dream, 1899–1999. New York University Press. ISBN 978-0-8147-9791-4.
- Silbey, David J. (2008). A War of Frontier and Empire: The Philippine–American War, 1899–1902. Farrar, Straus and Giroux. ISBN 978-0-8090-9661-9.
- Simmons, Edwin Howard (2003). The United States Marines: a history (4th изд.). Annapolis, Maryland: Naval Institute Press. ISBN 978-1557508683.
- Storey, Moorfield; Codman, Julian (1902). Secretary Root's record. "Marked severities" in Philippine warfare. An analysis of the law and facts bearing on the action and utterances of President Roosevelt and Secretary Root. Boston: George H. Ellis Company. See also Moorfield Storey and Julian Codman (1902). Secretary Root's Record:"Marked Severities" in Philippine Warfare – Wikisource.
- Tucker, Spencer C., ур. (2009). The encyclopedia of the Spanish–American and Philippine–American wars: a political, social, and military history. Volumes I-III. Santa Barbara, California: ABC-CLIO. ISBN 978-1-85109-951-1.
- Wildman, Edwin (1901). Aguinaldo: A Narrative of Filipino Ambitions (PDF). Norwood, Massachusetts: Norwood Press.
- Wolff, Leon (1960). Little Brown Brother: How the United States Purchased and Pacified the Philippine Islands at the Century's Turn. Doubleday & Company, Inc. Library of Congress Catalog Card Number 61-6528.
- Wolters, Willem G. (2004).  Gin, Ooi Keat, ур. Southeast Asia: A historical encyclopedia, from Angkor Wat to East Timor. II. Santa Barbara, California: ABC-CLIO. ISBN 978-1-57607-770-2.
- Worcester, Dean Conant (1914). The Philippines: Past and Present. Volume I. New York: Macmillan Publishers.
- Worcester, Dean Conant (1914). The Philippines: Past and Present. Volume II. New York: Macmillan Publishers.
- Young, Kenneth Ray (1994). The General's General: The Life and Times of Arthur Macarthur. Boulder, Colorado: Westview Press.
- Zwick, Jim (1992). Mark Twain's Weapons of Satire: Anti-Imperialist Writings on the Philippine–American War. Syracuse University Press. ISBN 978-0-8156-0268-2.
- Zwick, Jim. Friends of the Filipino People Bulletin.
- Zwick, Jim (1982). Militarism and Repression in the Philippines. Centre for Developing-Area Studies, McGill University. ISBN 978-0-88819-054-3.
- Zwick, Jim (1992). Prodigally Endowed with Sympathy for the Cause: Mark Twain's Involvement with the Anti-Imperialist League. Ephemera Society of America. ASIN B0006R8RJ8.
- Zinn, Howard (2003). A People's History of the United States. New York City: The New Press. ISBN 978-1-56584-826-9.
- Delmendo, Sharon (2004). The star-entangled banner: one hundred years of America in the Philippines. New Brunswick, New Jersey: Rutgers University Press. ISBN 978-0-8135-3411-4.
- Jacobson, Matthew Frye (2000). Barbarian virtues: the United States encounters foreign peoples at home and abroad, 1876–1917. New York City: Hill & Wang. ISBN 978-0-8090-1628-0.
- Jones, Gregg (2012). Honor in the Dust Theodore Roosevelt, War in the Philippines, and the Rise and Fall of America's Imperial Dream. New York City: New American Library. ISBN 978-0-451-22904-5.
- Legarda, Benito J. Jr (2001). The Hills of Sampaloc: the Opening Actions of the Philippine–American War, February 4–5, 1899. Makati: Bookmark. ISBN 978-971-569-418-6.. .
- Stewart, Richard W. General Editor, Ch. 16, Transition, Change, and the Road to war, 1902–1917" Архивирано на веб-сајту  (12. јануар 2012), in "American Military History, Volume I: The United States Army and the Forging of a Nation, 1775–1917" Архивирано на веб-сајту  (27. децембар 2011), Center of Military History, United States Army,  0-16-072362-0.
- Stratemeyer, Edward. (1898). Under Dewey at Manila – Wikisource.
- Stratemeyer, Edward (as Ralph Bonehill). (1899). A Sailor Boy with Dewey – Wikisource.
- Stratemeyer, Edward. (1900). The Campaign of the Jungle – Wikisource.
- Stratemeyer, Edward. (1901). Under MacArthur in Luzon – Wikisource.
- The "Lodge Committee" (a.k.a. Philippine Investigating Committee) hearings and a great deal of documentation were published in three volumes (3000 pages) as S. Doc. 331, 57th Cong., 1st Session An abridged version of the oral testimony can be found in: American Imperialism and the Philippine Insurrection: Testimony Taken from Hearings on Affairs in the Philippine Islands before the Senate Committee on the Philippines—1902; edited by Henry F Graff; Publisher: Little, Brown; 1969.
- Wilcox, Marrion. Harper's History of the War. Harper, New York and London 1900, reprinted 1979. [Alternate title: Harper's History of the War in the Philippines]. Also reprinted in the Philippines by Vera-Reyes.

## Spoljašnje veze
- The American Peril – An Examination of the Spanish–American War and the Philippine Insurrection by Dan Carlin
- War Arnaldo Dumindin
- Images from the Philippine-United States War historicaltextarchive.com
- A brief description of the war between the United States and the Philippines, which began in 1899.
- "August 13, 1898 and RP's short-lived republic" на сајту  (архивирано 2008-02-13)by Mariano "Anong" Santos, Pinoy Newsmagazine, August 2006 (archived on 2008-02-13)
- "Imperial Amnesia" by John B. Judis, Foreign Policy, July/August 2004
- The Philippine Revolutionary Records at Filipiniana.net (archived on 2009-05-25).
- "Battle of Paceo", 1899 painting by Kurz and Allison на сајту  (архивирано 2011-05-11)(archived on 2011-05-11)
- "Battle of Quingua", 1899 painting by Kurz and Allison на сајту  (архивирано 2011-05-11)(archived on 2011-05-11)
- of Philippine–American War
- Booknotes interview with Stanley Karnow on In Our Датотека: America's Empire in the Philippines, May 28, 1989.
- No. 15 Spanish 12-pounder Архивирано на веб-сајту  (21. септембар 2012) Photo of a bronze cannon captured by the Americans in Manila.
- Philippine–American War – 1899–1902 (videos)
- Reenactment of Spanish–American War (video) на веб-сајту
- Spanish–American War Reenactment Groups